# Blue Peter (scheepvaart)

De Blue Peter

De Blue Peter is een seinvlag in de scheepvaart die in de haven betekent dat het schip dat deze vlag hijst, weldra zal vertrekken en dat de opvarenden aan boord moeten gaan. Op zee betekent de Blue Peter dat het schip met zijn netten in een obstakel terecht is gekomen. De officiële naam van de Blue Peter is de Papa-vlag.
Bij zeilwedstrijden wordt de Blue Peter in de startprocedure gehesen bij het voorbereidingsein (4-minutensein) en naar beneden gehaald bij het één-minuutsein. De Blue Peter ook (informeel) gebruikt als waarschuwing naar andere schepen: "Pas op: ik start een wedstrijd".